# Charles Paget, 8. Marquess of Anglesey

Wappen des Marquess of Anglesey

Charles Alexander Vaughan Paget, 8. Marquess of Anglesey (* 13. November 1950) ist ein britischer Adliger.

## Leben
Charles Paget ist der ältere Sohn von George Paget, 7. Marquess of Anglesey (1922–2013). Als Heir apparent seines Vaters führte er zu dessen Lebzeiten den Höflichkeitstitel Earl of Uxbridge. Seine Mutter war Elizabeth Shirley Vaughan Morgan (1924–2017), die Tochter des Schriftstellers Charles Langbridge Morgan (1894–1958). Er studierte am Exeter College der University of Oxford und schloss mit einem Master of Arts (M.A.) ab. Anschließend promovierte er an der Sussex University in Brighton und erwarb den akademischen Grad eines Doctor of Philosophy (Ph.D.), in englischsprachigen Ländern der wissenschaftliche Doktorgrad und der höchste Abschluss des Postgraduiertenstudiums. Damit ist Paget berechtigt, an einer Universität selbstständig und alleinverantwortlich zu lehren.

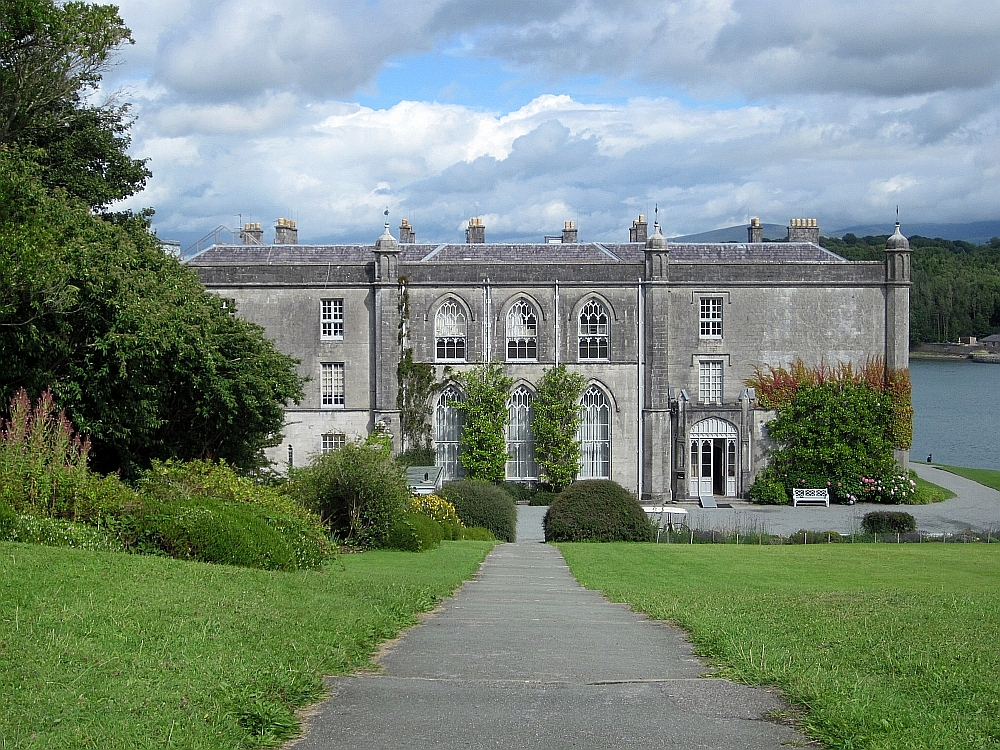
Der Familiensitz Plas Newydd auf Anglesey in Wales

Charles Paget heiratete 1986 Georgeanne Elizabeth Elliott Downes. Sie haben zwei gemeinsame Kinder:
- Benedict Dashiel Thomas Paget, Earl of Uxbridge (* 1986);
- Lady Clara Elizabeth Iris Paget (* 1988).

Seine Tochter Clara Paget arbeitet als Schauspielerin und Model. 2011 ließ sich das Ehepaar Paget scheiden. 2013 verstarb der Vater von Charles Paget und er erbte den Titel des Marquess of Anglesey und alle nachgeordneten Titel. Titelerbe (Heir apparent) ist aktuell sein Sohn Benedict Paget, der daher den Höflichkeitstitel Earl of Uxbridge trägt. 2015 verheiratete sich Charles Paget erneut. Seine Frau wurde Susan Blanche Louise de Paolis.
Der Familiensitz Plas Newydd auf Anglesey in Wales ist zwar seit längerer Zeit in der Hand des National Trust, aber die Familie besitzt das Wohnrecht für das Obergeschoss. Die ehemaligen Privaträume der Pagets in den unteren Stockwerken sind dagegen für Besichtigungen zugänglich.